# Séance
Séance är det tyska black metal-bandet Dark Fortress fjärde album, utgivet 2006.

## Låtlista
1. "Ghastly Indoctrination" - 7:40
2. "CataWomb" - 6:41
3. "Requiem Grotesque" - 6:51
4. "While They Sleep" - 7:09
5. "To Harvest the Artefacts of Mockery" - 4:11
6. "Poltergeist" - 5:57
7. "REvolution:Vanity" - 5:14
8. "Incide" - 5:21
9. "Shardfigures" - 6:24
10. "Insomnia" - 6:33